# Краківський грош
Грош краківський (лат. grossi krakoviensis) — назва польської срібної монети, що карбувалася приблизно в 1360—1370 роках у Польському королівстві в місті Краків за правління короля Казимира III (при ньому карбували також третяк).

## Історія
Попередником і натхненником краківсьвкого гроша став празький грош, що карбувався в Богемії з 1300 року. Грош краківський в середньому важив 3,1 г (тодішній празький — близько 3,4 г) за приблизно однакової якості металу (срібло 775-ї проби). На аверсі було викарбувано зображення корони, надпис в 2 рядки: Kazimirus primus/dei gracia rex Polonie, на реверсі — GROSSI CRACOVIENSESS. Через незначну кількість емітованих краківських грошів квартник, півгрош стали домінуючими монетами тогочасної Польщі.
Його «наступником» в 1526 році став польський грош.